# Светско првенство у стрељаштву 1897.
Светско првенство у стрељаштву 1897 је прво светско првенство у стрељаштву. Одржано је у Лиону, Француска, после успешног такмичења на Летњим олимпијским играма 1896. у Атини. Иако је Међународна стрељачка спортска федерација (енгл. International Shooting Sport Federation или ISSF) основана 1907, такмичења одржана до тада признају се као званична.
На 1. Светском првенству учествовали су спортисти из пет европских земаља, који су се само у мушкој конкуренцији такмичили у пет дисциплина гађања пушком слободног избора великог калибра (ВК) на даљину од 300 метара. Четири дисциплине су биле појединачне, а једна екипна.
Најупешнији такмичар био је Швајцарац Франк Жилијен који је освојио медаље у свим дисцилинама, од којих су 4 златне и једна сребрна.

## Земље учеснице
- Италија
- Француска
- Холандија
- Норвешка и
- Швајцарска

## Систем такмичења
Сваки стрелац је гађао у три става (стојећи, клечећи и лежећи) са по 3 х 40 метака у мету удаљену 300 метара. У сваком ставу могло се максимално постићи по 400 кругова. Сви резултати појединаца су се сабирали да би се добио победник у троставу појединачно, а ти резултати су се поново сабирали за све чланове једне екипе да би се добио екипни победник у троставу.

## Резултати
| Дисциплина                    |                                                                                               | Резултат          |                                                                                                  | Резултат          |                                                                                            | Резултат |
| ВК пушка 300 м стојећи детаљи | Оле Естмо · Норвешка                                                                          | 302               | Франк Жилијен · Швајцарска                                                                       | 298               | Хенрик Силем · Холандија                                                                   | 295      |
| ВК пушка 300 м клечећи детаљи | Франк Жилијен · Швајцарска                                                                    | 321               | Alcide Hirschy · Швајцарска                                                                      | 312               | Хенрик Силем · Холандија                                                                   | 304      |
| ВК пушка 300 м лежећи детаљи  | Франк Жилијен · Швајцарска                                                                    | 324               | Енрико Гизлер · Италија                                                                          | 318               | Оле Естмо · Норвешка                                                                       | 315      |
| ВК пушка 300 м тростав детаљи | Франк Жилијен · Швајцарска                                                                    | 943 (298+321+324) | Оле Естмо · Норвешка                                                                             | 910 (302+293+315) | Емил Келенбергер · Швајцарска                                                              | 886      |
| ВК пушка 300 м екипно детаљи  | Швајцарска · Емил Келенбергер · Alcide Hirschy · Friedrich Luethi · Франк Жилијен · Луј Ришар |                   | Норвешка · Олаф Емил Фриденлунд · Јенс Јенсен · Фердинанд Ларсен · Оле Естмо · Henry Skoftelstad |                   | Француска · Огист Кавадини · Морис Мари Лекок · Леон Моро · Максим Лареден · Алфонс Violet |          |

## Биланс медаља
| Медаље земље домаћина |

|          | Земља      |   |   |   |    |
| -------- | ---------- | - | - | - | -- |
| 1        | Швајцарска | 4 | 2 | 1 | 7  |
| 2        | Норвешка   | 1 | 2 | 1 | 4  |
| 3        | Италија    | 0 | 1 | 0 | 1  |
| 4        | Холандија  | 0 | 0 | 2 | 2  |
| 5        | Француска  | 0 | 0 | 1 | 1  |
| Укупно 5 | Укупно 5   | 5 | 5 | 5 | 15 |